# Gonçalo
Gonçalo es una freguesia portuguesa del municipio de Guarda, distrito de Guarda.

## Geografía
La freguesia se sitúa en una de las vertientes nororientales de la Sierra de la Estrella, a 22 km de la ciudad de Guarda. 

## Historia
Hasta su extinción en 1855 perteneció al municipio de Valhelhas. 
Gonçalo fue elevada a la categoría administrativa de vila el 21 de junio de 1985. 
El 28 de enero de 2013 la freguesia de Seixo Amarelo fue suprimida en aplicación de una resolución de la Asamblea de la República de Portugal promulgada el 16 de enero de 2013, al pasar a formar parte de esta freguesia.

## Demografía
| Gráfica de evolución demográfica de Gonçalo entre 2011 y 2021 |
|                                                               |
| Datos según el nomenclátor publicado por el INE portugués.    |